# Мухаммад Ильяс Кандехлеви
Мауляна Муха́ммад Илья́с Кандехлеви́ (араб. مولانا محمد إلياس كاندهلوي‎; 1885, Кандхла, Британская Индия — 13 июля 1944) — индийский мусульманский богослов. В ответ на ухудшающуюся ситуацию в соблюдении исламской практики среди мусульман и усиливающуюся пропагандистскую деятельность индуистских организаций, таких как Арья Самадж, Ильяс Кандехлеви создал в 1920 году организацию Джамаат Таблиг. Эта организация занимается проповедью фундаментальных исламских ценностей и пропагандирует среди мусульман соблюдение ритуальной молитвы (намаза), поста (уразы) и других актов поклонения. Все члены организации работают в качестве волонтеров. В своих проповедях они не затрагивают вопросы политики и юриспруденции (фикха) для того, чтобы избежать противоречий между различными течениями. Сегодня Джамаат Таблиг имеет представительства в более чем 150 странах мира.

## Биография
Мухаммад Ильяс родился в 1885 году в доме его бабушки по материнской линии в городе Кандхла в штате Уттар-Прадеш в Индии. Некоторое время он провёл в городе Низамуддин, где его отец, Мухаммад Исмаил, был имамом и преподавателем религиозных дисциплин. Начальное образование получил в мактабе. Там он начал учить наизусть Коран и завершил заучивание Корана под руководством своего отца.
Из-за плотного графика его отец не мог должным образом посвятить себя образованию детей и тогда брат Ильяса, Мухаммад Яхья, попросил отца позволить им поехать в Гангох. Отец дал разрешение и Ильяс вместе с братом переехали к Гангох. Произошло это в 1896 или в начале 1897 года. В то время в Гангохе было много исламских богословов и суфиев. В Гангохе Ильяс учился у Рашида Ахмада Гангохи. Через некоторое время Рашид Ахмад Гангохи взял суфийскую присягу (байа) с молодого Ильяса. В какой-то момент Ильясу пришлось на некоторое время прервать своё обучение из-за тяжелой болезни.
В 1905 году, когда Ильясу было 20 лет, Рашид Ахмад Гангохи умер. Перед смертью Ильяс пробыл у его постели, читая суру Йа Син.
После смерти Гангохи Ильяс взял обет молчания и провёл большую часть своего времени в медитации. В 1908 году Ильяс поступил в Дар уль-Улюм Деобанд. Там он изучал Коран, хадисоведение, исламскую юриспруденцию (фикх) и другие исламские дисциплины.

## Джамаат Таблиг
Ильясу Кандехлеви стало известно о состоянии мусульман в Мевате и их отклонении от принципов ислама. В начале 1920-х гг. он подготовил команду молодых выпускников медресе Деобанда и Сахаранпура и послал их в Меват для создания сети мечетей и исламских школ по всему региону. Он не дал названия этому движению, считая проповедь (дават) долгом каждого мусульманина. Благодаря усилиям Ильяса Кандехлеви в относительно короткий период времени большое количество мусульман присоединилось к движению, которое народ назвал Таблиги. Первая конференция Таблигов состоялась в ноябре 1941 года в Мевате.
Последователи Ильяса отдают приоритет проповеди над всеми другими делами. Существует даже история о том, что один из таблигов, будучи на смертном одре, сказал своему другу: «люди там горят в огне невежества, и вы тратите своё время здесь, спрашивая о моем здоровье!».